# Butler (Indiana)
Pour les articles homonymes, voir Butler.
Butler est une ville située dans le comté de DeKalb, dans l’État de l'Indiana, aux États-Unis. Lors du recensement de 2020, elle comptait 2 635 habitants.